# Wildes Weltall
Wildes Weltall, Originaltitel Wild Space, ist ein Kartenspiel des französischen Spieleautors Joachim Thôme, das 2020 bei dem Verlag Catch Up Games sowie in der Folge international erschien. In Deutschland wurde es von Board Game Circus herausgebracht. Thematisch geht es bei diesem Spiel darum, eine Crew für die Erkundung fremder Planeten zusammenzustellen und diese zu erforschen.

## Hintergrund und Spielmaterial
Wildes Weltall ist ein Kartenspiel, bei dem die Spieler jeweils versuchen, eine möglichst gute Crew aus raumfahrenden Tieren und Robotern für zu erkundende Planeten am Rande des bekannten Weltalls zusammenzustellen. Das Spielmaterial besteht neben der Spielanleitung aus 108 Crew-Karten, davon 60 Profis, 18 Robotern und 24 Gesandten sowie sechs Kommandokarten, 10 Planeten-Tafeln, 25 Raumschiff-Figuren in fünf Spielerfarben, fünf Orden und einem Wertungsblock. Für das Solospiel gibt es zudem einen Kartensatz mit 12 feindlichen Planeten.

## Spielweise
Zu Beginn des Spiels werden die beiden Startplaneten in der Tischmitte offen ausgelegt, darunter werden je ein Planet der Stufen 3, 6 und 9 verdeckt platziert. Jeder Spieler bekommt eine Kommandokarte und legt sie offen vor sich aus, danach wählt jeder Mitspieler eine Spielerfarbe und bekommt die entsprechenden Raumschiffe und den Ordens-Marker, der neben die Kommando-Karte gelegt wird. Die Crew-Karten werden gemischt und als verdeckter Nachziehstapel platziert. Danach werden die obersten drei Karten des Stapels offen ausgelegt und jeder Mitspieler nimmt je drei Karten verdeckt auf die Hand.
Beginnend mit einem Startspieler wird reihum im Uhrzeigersinn gespielt, das Spiel dauert zehn Runden. Der jeweils aktive Spieler nimmt eines seiner Raumschiffe und landet damit auf einer der aufgedeckten Planetenkarten und erforscht ihn. Dabei macht er zwei Aktionen pro Zug: Er benutzt ein Raumschiff und er führt einen Planeten-Effekt aus.
Jeder Spieler hat fünf Raumschiffe, mit denen er entweder auf einem Planeten landen oder ihn (danach) erforschen kann. Will er auf einem noch nicht erforschten Planeten landen, nimmt er ein noch nicht genutztes Raumschiff aus seinem Bestand und platziert es auf einer der ausliegenden Planetenkarten. Dabei legt er sein Raumschiff auf den unteren Teil entweder der rechten oder der linken Hälfte (Sektor) des Planeten. Dabei muss er, außer bei den Startplaneten, mindestens so viele Crew-Karten vor sich ausliegen haben, wie die Zahlenangabe des Planeten vorgibt (3, 6 oder 9). Der Spieler darf zudem nur in einem Sektor landen, in dem noch kein eigenes Raumschiff steht; ein fremdes Raumschiff darf allerdings dort sein. Um einen Planeten zu erforschen, schiebt der Spieler sein Raumschiff von der unteren Hälfte des Sektors nach oben. Sowohl nach der Landung wie auch nach der Erforschung führt der Spieler den auf der Karte angegebenen Planeteneffekt aus.
Als Planeteneffekte stehen dem Spieler grundsätzlich zwei verschiedene Aktionen zur Verfügung: Er kann Karten ziehen oder Karten ausspielen. Einen Effekt beim Landen darf ein Spieler nur ausführen, wenn er auch die angegebenen Bedingungen erfüllt. Bei der Erforschung kann er grundsätzlich wählen, ob er drei Karten auf die Hand zieht oder eine aus der Hand auslegt und so seine Crew ausbaut. Beim Karten ziehen wird diese immer vom Nachziehstapel oder aus der offenen Auslage genommen, die danach sofort wieder aufgefüllt wird; ein Handkartenlimit existiert nicht. Wirft ein Spieler eine Handkarte ab, kann er die komplette offene Auslage austauschen. Beim Auslegen einer Karte platziert der Spieler an seiner Kommandokarte und den weiteren bereits ausliegenden Crewkarten. Wenn die ausgelegte Karte einen Effekt hat, kann dieser sofort aktiviert werden, später ist dies nicht mehr möglich; sollten Voraussetzungen gefordert sein, müssen diese erfüllt sein. Sollten durch den Effekt weitere Karten ausgelegt werden, können auch deren Effekte ausgelöst werden. Bei Karten mit einem Ordenssymbol wird der Ordensmarker entsprechend an der Kommandokarte nach oben geschoben und aktiviert weitere Boni.
Am Ende eines Zuges zählt der Spieler die Anzahl seiner Crew-Karten und falls diese der Zahl auf einer noch verdeckt liegenden Planetenkarte entspricht oder diese übersteigt, wird sie umgedreht und kann damit im folgenden Zug besucht werden.
Das Spiel endet nach 10 Runden, wenn alle Spieler ihre fünf Raumschiffe je zweimal benutzt haben. Danach werden die Siegpunkte berechnet und auf dem Wertungsblock notiert: Die Spieler bekommen je 5 Siegpunkte für drei Tiere der gleichen Art in der Crew sowie je 5 weitere Punkte für jedes zusätzliche Tier dieser Art. Für ein Set aus sechs verschiedenen Arten erhält der Spieler 15 Siegpunkte und die Gesandten, die Roboter und der Orden können weitere Siegpunkte einbringen. Der Gewinner ist der Spieler mit den meisten Siegpunkten.

## Ausgaben
Wildes Weltall wurde von dem französischen Spieleautor Joachim Thôme entwickelt und erschien 2020 bei dem Spieleverlag Catch Up Games in einer französischen und englischen Version als Wild Space. Im gleichen Jahr erschien das Spiel auf Spanisch, Italienisch und Deutsch sowie im Folgejahr auf Englisch, Russisch, Polnisch, Ungarisch, Niederländisch sowie Chinesisch und Japanisch. Die deutschsprachige Version wird von Board Game Circus vertrieben.
2020 erschien die Mini-Erweiterung Wild Space: Space Base für das Spiel, 2021 folgte mit Wild Space: Encounters eine Erweiterung, mit der die Spieler auf Außerirdische treffen.

## Belege
1. 1 2 3 4 5 6 7 8 9  Offizielle Spielregeln für Wildes Weltall, Boardgame Circus 2020.
2. ↑  Versionen von Wildes Weltall in der Spieledatenbank BoardGameGeek (englisch); abgerufen am 21. Januar 2023
3. ↑  Wild Space: Space Base in der Spieledatenbank BoardGameGeek (englisch); abgerufen am 21. Januar 2023
4. ↑  Wild Space: Encounters in der Spieledatenbank BoardGameGeek (englisch); abgerufen am 21. Januar 2023